# جاكوب بيركنس

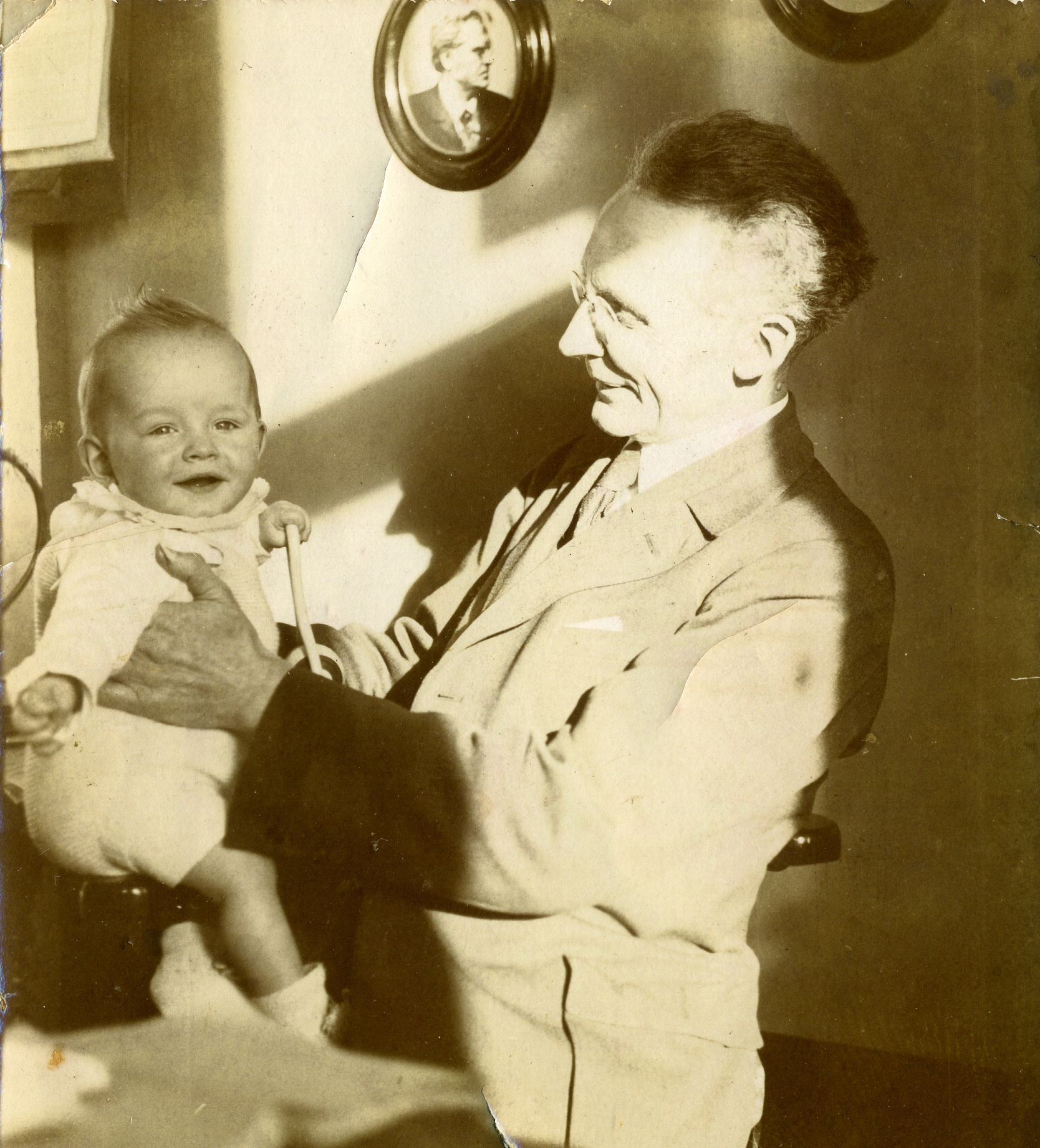
جاكوب بيركنس مع والده فيلهام بيركنس ، 1897

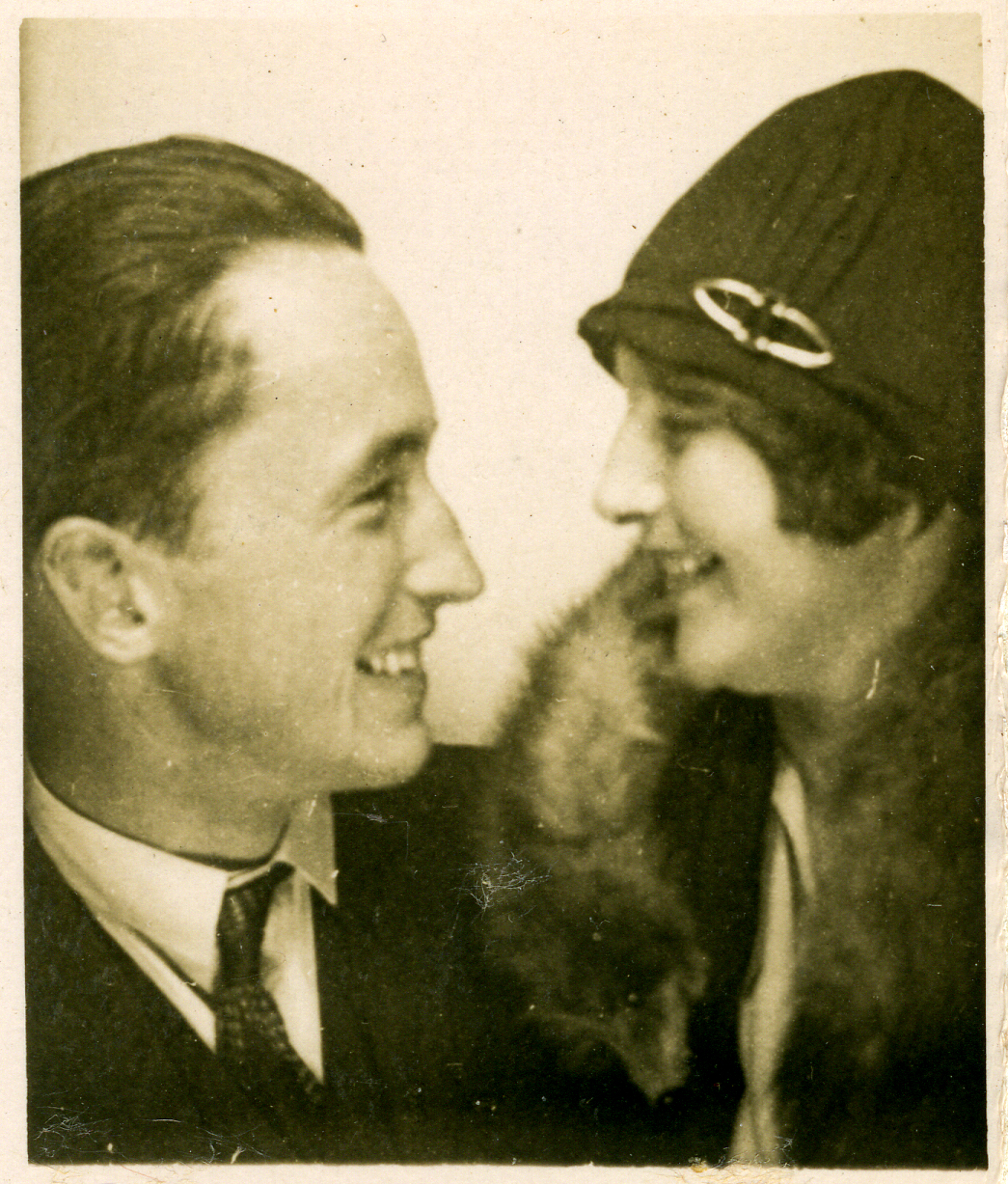
جاكوب وزوجته هيدفيغ بيوركنز نيي بورثن ، تيفولي ، الدنمارك، 1929

جاكوب آل بونيفي بيركنيس (يعقوب بيركنس، جاكوب بيركنس)وبالنرويجية (جاكب بيركنيس) 2 نوفمبر 1897 - 7 يوليو 1975. هو عالم أرصاد جوية معروف بورقته البحثية الرئيسية التي أشار فيها إلى ديناميكيات الجبهة القطبية وآلية نقل الحرارة بين الشمال والجنوب، وحصل أيضًا على درجة الدكتوراه من جامعة أوسلو

## نشأته
ولد جاكوب ال بونيفي بيركنيس في ستوكهولم، السويد، وكان والده فيلهلم بييركنيس عالم لألرصاد النرويجية وأحد رواد التنبؤ الحديث بالطقس، بينما كان جده ألبيه كارل أنطون بيركنيس عالم في الرياضيات والفيزياء، وجده ألمه جاكوب آل بونيفي سياسي نرويجي والذي سمي على اسمه.

## سيرته المهنة
كان بيركنيس جزءًا من مجموعة من خبراء الأرصاد الجوية في جامعة لايبزيغ بقيادة والده فيلهلم بيركنيس. وطوروا معًا النموذج الذي يشرح التوليد والتكثيف والانحلال النهائي لأعاصير خطوط العرض الوسطى (دورة الحياة)، وقدموا فكرة الجبهات أي الحدود المحددة بدقة بين الكتل الهوائية، ويُعرف هذا المفهوم باسم نموذج الإعصار النرويجي.
عاد بييركنيس إلى النرويج في عام 1917، حيث أسس والده المعهد الجيوفيزيائي بجامعة بيرغن في مدينة بيرغن، وقاموا بتنظيم فرع للتحليل والتنبؤ بالطقس والذي تطور إلى مكتب للطقس بحلول عام 1919، شمل الفريق العلمي في بيرغن أيضًا علماء الأرصاد الجوية السويديين كارل جوستاف روسبي وتور بيرجيرون. أشار جاكوب بيركنز وهالفور سولبرج (1895-1974) في الورقة الرئيسية التي كتبها في عام 1922 إن ديناميكيات الجبهة القطبية  المدمجة مع نموذج الإعصار وفرت الآلية الرئيسية لانتقال الحرارة بين الشمال والجنوب في الغلاف الجوي، فنال جاكوب بجيركنيس بسبب هذا البحث وغيره درجة الدكتوراه من جامعة أوسلو عام 1924. [3]
في عام 1926، كان جاكوب بيركنيس خبيرًا في دعم الأرصاد الجوية عندما عبر رولد أموندسن للقطب الشمالي في المنطاد المسمى نورج. وترك منصب الرئيس لخدمة الطقس الوطنية في بيرغن في عام 1931 ليصبح أستاذًا للأرصاد الجوية في المعهد الجيوفيزيائي بجامعة بيرغن. حاضر جاكوب بيركنيس في معهد ماساتشوستس للتكنولوجيا خلال العام الدراسي 1933-1934، وهاجر إلى الولايات المتحدة عام 1940 حيث ترأس مرفقًا للأرصاد الجوية برعاية الحكومة للتنبؤ بالطقس في قسم الفيزياء بجامعة كاليفورنيا في لوس أنجلوس. خدم بيركنيس خلال الحرب العالمية الثانية القوات المسلحة الأمريكية وعمل برتبة عقيد في سلاح الجو الأمريكي، فساعد في العثور على أفضل التواريخ للقصفين الذريين لهيروشيما وناجازاكي.
أسس جاكوب بيركنس قسم الأرصاد الجوية في جامعة كاليفورنيا (الآن قسم علوم الغلاف الجوي والمحيطات)، بل و كان أول من رأى علاقة بين درجات حرارة سطح البحر الدافئة غير المعتادة وضعف الرياح الشرقية والأمطار الغزيرة التي تصاحب ظروف المؤشر المنخفض، وطور بييركنيس في جامعة كاليفورنيا وزميله النرويجي الأمريكي عالم الأرصاد الجوية يورجن هولمبو اتجاه الضغط ونظريات الأعاصير خارج المدارية.
ساعد جاكوب بيركنيس في عام 1969 في فهم ظاهرة (النينيو) والتذبذب الجنوبي واقترح أن بقعة دافئة دفءً غير طبيعي في شرق المحيط الهادئ يمكن أن تضعف فرق درجات الحرارة بين الشرق والغرب، وتعطيل الرياح التجارية، التي تدفع المياه الدافئة إلى الغرب، وينتج عنه مياه دافئة تتزايد سخونتها كلما اتجهنا شرقا. [8]

## الحياة الشخصية
في عام 1928 تزوج بيركنس من هيدفيج بورثين (1904-1998) وانجبت طفلين، وتوفي  بيركنس في 7 يوليو 1975 في لوس أنجلوس، كاليفورنيا.

## الأوسمة والجوائز
تم تعيينه عضوًا فخريًا في الجمعية الملكية للأرصاد الجوية في عام 1932 وعضوًا في كل من الأكاديمية النرويجية للعلوم والآداب والأكاديمية الملكية السويدية للعلوم في عام 1933.
حاز على:
- ميدالية سيمونز الذهبية من الجمعية الملكية للأرصاد الجوية (1940)
- وسام ويليام بوي من الاتحاد الجيوفيزيائي الأمريكي (1945)
- لقب فارس من الدرجة الأولى من وسام القديس أولاف الملكي النرويجي (1947)
- ميدالية فيجا من الجمعية السويدية للأنثروبولوجيا والجغرافيا (1958)
- جائزة المنظمة الدولية للأرصاد الجوية من المنظمة العالمية للأرصاد الجوية (1959).[3]
- ميدالية أبحاث كارل جوستاف روسبي من جمعية الأرصاد الجوية الأمريكية (1960)
- الميدالية الوطنية للعلوم (1966)

## الروابط خارجية
- Biographie de Jacob Bjerknes by Arnt Eliasse
- Tribute to J. Bjerknes on the 100th anniversary of his birth
- Jacob Bjerknes photograph
- National Academy of Sciences Biographical Memoir